# Fergana Challenger 2008
Il Fergana Challenger 2008 è stato un torneo di tennis facente parte della categoria ATP Challenger Series nell'ambito dell'ATP Challenger Series 2008. Il torneo si è giocato a Fergana in Uzbekistan dal 19 al 25 maggio 2008 su campi in cemento e aveva un montepremi di $35 000+H.

## Vincitori

### Singolare
Pavel Šnobel ha battuto in finale  George Bastl con il punteggio di 7–5 6–3

### Doppio
Konstantin Kravčuk /  Łukasz Kubot hanno battuto in finale  Alexander Krasnoroutsky /  Vaja Ukakov con il punteggio di 6–4 6–1